# Стародавня Германія

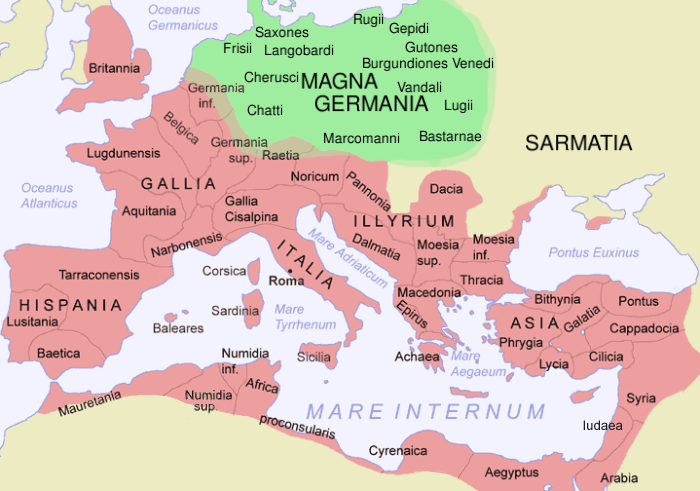
Територія Германії

Стародавня Германія (лат. Germania) — цивілізація стародавніх германців, яка займала територію між Маасом і Німаном.
Перші спроби романізації зробив Юлій Цезар, який просунувся в долину річки Мези, а пізніше, форсувавши Рейн, — до Рура. До 16 до н. е. Німеччина була частиною провінції Кошлата Галлія (Gallia Comata). В 12 до н. е. була розпочата масштабна німецька кампанія Нерона Клавдія Друза, який отримав титул Германіка. Кордони імперії були розширені до Альбіса (Ельби) і до 9 до н. е. більшість племен були скорені. Його справу продовжив Тиберій. Август, натхнений цією діяльністю, хотів створити Велику Германію (Germania Magna) між Альбісом і Реном (Рейном), проте ряд племен продовжували боротися проти присвоєння їх території статусу провінції.
У 16–13 до н. е. в Бельгійській Галлії (Gallia Belgica) були створені військові зони Нижня (Inferior) і Верхня (Superior) Германія. До 83/84 року, коли Доміціан перетворив зони в самостійні провінції, формально командири армій на Нижньому і Середньому Рейні підпорядковувалися прокуратору Бельгійської Галлії. Природною межею між двома областями став Рейн, що перетворився на добре укріплений кордон (лімес). Рейнська межа була однією з найбільш нестабільних в імперії, тому Рим тримав там сильні гарнізони. Однак приблизно з 103 року і до кінця IV століття її стали захищати всього 2 легіони — I Minervia в Бонні та VI Victrix в Кастро Ветері, які пізніше стали відомі як «exercitus Germanicus Inferior» (EXEGERINF) — «нижньогерманське військо». Близько 400 року Стиліхон перевів майже весь гарнізон до Італії і в Германії залишилися лише невеликі підрозділи.

## Управління
Обидві провінції були імператорськими та керувалися пропреторським легатом. Адміністративними центрами Верхньої Германії були столиця, Колонія Агріпіни (Кельн), Форум Адріана, Новіомаг і Колонія Ульпія Траяна, а також головне місто союзних Риму фрізіавонів Гануента. Головним містом Нижньої Германії був Могонціак (Майнц).

## Економіка
Більшість корінних германців були землеробами, але були також і скотарі-пастухи, головним чином на узбережжі Північного моря. Уздовж узбережжя були селища рибалок. Основними сільськогосподарськими культурами були пшениця, ячмінь, овес та жито, на експорт в Рим йшли зокрема бурштин, дублена шкіра і раби. Самими римлянами була введена нова технологія з видобутку цинку, в рейнській долині добувалася якісна гончарна глина.